# Léon Lagrange
Pour les articles homonymes, voir Lagrange.
Marius Léon Lagrange est un critique et historien de l'art français, né à Marseille le 9 mai 1828, et mort à Nice le 15 janvier 1868.

## Biographie
Léon Lagrange était un enfant d'une famille commerçante distinguée de Marseille et le neveu de Jules Juliany qui a été désigné en août 1830 adjoint au maire de Marseille en compagnie d'André Reynard et membre de la Chambre de commerce de la ville.
Il a fait ses études à Marseille, puis est mis en pension à Paris à l'Institution Jauffret et fait toutes ses classes au lycée Charlemagne, où il avait pour camarades les écrivains About et Sarcey. Il a été lauréat au concours général en 1844 et 1845. En 1847, il a obtenu le prix d'honneur en philosophie. Il s'est d'abord essayé aux études de droit mais, entre 1847 et 1851, il a choisi d'étudier la peinture et les beaux-arts à Paris, à Marseille et à Avignon, moins dans les ateliers que dans les musées.
Il s'est passionné pour l'art dès son plus jeune âge. En 1851, il commence sa carrière de critique de l'art au Sémaphore de Marseille par une longue analyse du Salon. Il va alors se consacrer une grande part de son activité aux comptes-rendus des salons parisiens et des expositions en province.
Le coup d'état du 2 décembre 1851 va l'amener à quitter la France pour voyager en Italie en 1852-1853 où il est partie en compagnie de Bonnardel, grand prix de sculpture, puis en Égypte, en Palestine et au Levant d'où il a tiré deux récits, Caravanes et Au Désert. Il revient à Marseille en 1853. Il a aussi visiter l'Angleterre, la Belgique et des villes en France lui permettant d'acquérir une connaissance des principaux monuments.
En 1855, il découvre à Avignon des papiers de Joseph Vernet qu'il qualifie de Livre de raison. Il décide alors de collaborer avec Anatole de Montaiglon aux Archives de l'art français jusqu'en 1862. Il publie une série de documents sur cet artiste dans la Revue universelle des arts à partir de 1857 et dans la Revue de Marseille en 1858. Il va alors commencer un travail de recherche dans les archives sur les artistes provençaux qui a constitué la matière d’un Essai sur l'histoire de l'art en Provence dont il a confié le manuscrit à l’éditeur marseillais Alexandre Gueidon (1819-1876), libraire-éditeur à Marseille, mais qui n'a jamais été publié. Ce manuscrit semble perdu. Il a publié des notes sur Bénigne Sarrazin, sur les sculpteurs Honoré Alle et Lacroix, sur Abraham Louis et Jean van Loo, sur Bernard Toro, sculpteur de proues de bateaux, sur un tableau de François Puget.
En 1859, il publie son premier article dans la Gazette des beaux-arts sur l'atelier de Johann Friedrich Overbeck. Il y rédige une soixantaine d’articles, des comptes-rendus d'ouvrage et de ventes, des bulletins mensuels entre janvier 1865 et janvier 1867. Il a aussi collaboré à la Revue des provinces en 1864-1865, et au Correspondant, entre 1864 et 1867.

## Publications
- Léon Lagrange, « Papiers de Joseph Vernet », Archives de l'art français, t. 3,‎ 1853-1855, p. 333-364 (lire en ligne)
- Léon Lagrange et Anatole de Montaiglon, « Joseph Vernet. Pièces et notes pour servir à l'histoire de ses tableaux des ports français », Archives de l'art français, t. 4,‎ 1855, p. 139-163 (lire en ligne)
- Léon Lagrange, « Bénigne Sarrazin », Archives de l'art français, t. 5,‎ 1857, p. 80 (lire en ligne)
- Léon Lagrange, Joseph Vernet : sa vie, sa famille, son siècle, d'après des documents inédits, Bruxelles, Imprimerie de A. Labroue et Cie, 1858, 191 p. (lire en ligne)
- Léon Lagrange, « L'atelier d'Overbeck », Gazette des beaux-arts, t. 1,‎ 1859, p. 321-355 (lire en ligne)
- Léon Lagrange, « Musées de Province. Le musée de Marseille », Gazette des beaux-arts, t. 4,‎ 1859, p. 17-27, 65-77 (lire en ligne)
- Léon Lagrange, « Musées de province : Collection Atger à Montpellier », Gazette des beaux-arts, t. 5,‎ janvier 1860, p. 129-145 (lire en ligne)
- Léon Lagrange, « Expositions de province : Exposition des Amis des arts de Lyon », Gazette des beaux-arts, t. 5,‎ mars 1860, p. 257-274, 337-348 (lire en ligne)
- Léon Lagrange, « Du rang des femmes dans les arts », Gazette des arts, t. 8,‎ octobre 1860, p. 30-43 (lire en ligne)
- Léon Lagrange, « Les illustrations  du Tour du Monde », Gazette des arts, t. 8,‎ décembre 1860, p. 333-341 (lire en ligne)
- Léon Lagrange, « Le château Borély à Marseille », Tribune artistique et littéraire du Midi, t. 4,‎ 1860, p. 129-136, 152-158 (lire en ligne)
- Léon Lagrange, « Actes de l'état civil relatifs à la famille des Vernet », Archives de l'art français, 2e série, t. 1,‎ 1861, p. 163-170 (lire en ligne)
- Léon Lagrange, « Nouveaux actes de l'état civil relatifs à la famille des Vernet extraits des registres des paroisses d'Avignon », Archives de l'art français, 2e série, t. 2,‎ 1861, p. 25-30 (lire en ligne)
- Léon Lagrange, « Des sociétés des amis des arts en France. Leur origine, leur état actuel, leur avenir », Gazette des beaux-arts, t. 9,‎ 1861, p. 291-301 (lire en ligne), 1861, t. 10, p. 29-47, 102-117, 158-168, 227-242 (lire en ligne)
- Léon Lagrange, « Salon de 1861 », Gazette des beaux-arts, t. 10,‎ 1861, p. 193-211, 257-282, 321-347 (lire en ligne), 1861, t. 11, p. 49-73, 135-171 (lire en ligne)
- Léon Lagrange, « Exposition régionale des beaux-arts à Marseille », Gazette des beaux-arts,‎ 1861, tome=11, p. 433-444, 542-551 (lire en ligne)
- Léon Lagrange, « Franque et Germain. Douze lettres de Germain, orfèvre, à J. B. et François Franque, architectes, d'Avignon, communiquées et annotées par Léon Lagrange », Archives de l'art français, 2e série, t. 2,‎ 1862, p. 177-197 (lire en ligne)
- Léon Lagrange, « Durmont d'Urville et la Vénus de Milo », Archives de l'art français, 2e série, t. 2,‎ 1862, p. 202-211 (lire en ligne)
- Léon Lagrange, « Catalogue de dessins de maîtres exposés dans la Galerie des Uffizzi, à Florence », Gazette des beaux-arts, t. 12,‎ 1862, p. 535-554 (lire en ligne), 1862, t. 13, p. 276-284,446-462 (lire en ligne)
- Léon Lagrange, « Simart », Gazette des beaux-arts, t. 14,‎ 1863, p. 97-123 (lire en ligne)
- Léon Lagrange, « Horace Vernet », Gazette des beaux-arts, t. 15,‎ 1863, p. 297-327, 439-465 (lire en ligne)
- Léon Lagrange, Joseph Vernet et la peinture au XVIIIe siècle : les Vernet, Paris, Librairie académique Didier et Cie, 1864, VII-503 p. (lire en ligne)
- Léon Lagrange, « Eugène Delacroix », Le Correspondant, t. 61,‎ mars 1864, p. 630-652 (lire en ligne)
- Léon Lagrange, « Hippolyte Flandrin », Le Correspondant, t. 61,‎ avril 1864, p. 740-769 (lire en ligne)
- Léon Lagrange, « Le Salon de 1864 », Gazette des beaux-arts, t. 16,‎ juin 1864, p. 501-536 (lire en ligne), juillet 1864, t. 17, p. 5-44 (lire en ligne)
- Léon Lagrange, « Au Désert », Le Correspondant, t. 64,‎ février 1865, p. 283-321 (lire en ligne)
- Léon Lagrange, « Le temple de Jérusalem », Le Correspondant, t. 64,‎ avril 1865, p. 824-841 (lire en ligne)
- Léon Lagrange, « L'art flamand », Gazette des beaux-arts, t. 18,‎ 1865, p. 20-31 (lire en ligne)
- Léon Lagrange, « Pierre Puget », Gazette des beaux-arts, t. 18,‎ 1865, p. 193-216, 308-335 (lire en ligne), 1865, t. 19, p. 218-247, 403-426 (lire en ligne), 1866, t. 20, p. 255-271, 340-361 (lire en ligne), 1866, t. 21, p. 157-183, 444-457 (lire en ligne), 1867, t. 22, p. 63-77 (lire en ligne)
- Léon Lagrange, « Antoine Benoist, peintre et sculpteur en cire du roi Louis XIV. - Documents inédits », Gazette des beaux-arts, t. 20,‎ 1866, p. 289-290 (lire en ligne)
- Léon Lagrange, « L'École des beaux-arts », Gazette des beaux-arts, t. 20,‎ 1866, p. 493-496 (lire en ligne)
- Léon Lagrange, « Le musée des dessins au Louvre », Gazette des beaux-arts, t. 21,‎ 1866, p. 195-200 (lire en ligne)
- Léon Lagrange, « Louis XIV et Puget », Le Correspondant, t. 67,‎ 1866, p. 150-180 (lire en ligne)
- Léon Lagrange, « La bibliothèque de l'École des beaux-arts », Gazette des beaux-arts, t. 22,‎ 1867, p. 402-408 (lire en ligne)
- Léon Lagrange, « Notes de voyage : Nice et Louis Bréa ; les Fragonard de Grasse ; Ingres à Aix ; le Musée de Marseille et M. Espérandieu ; un Tableau de Finsonius », Gazette des beaux-arts, t. 23,‎ 1867, p. 188-192 (lire en ligne)
- Léon Lagrange, « L'art persan », Gazette des beaux-arts, t. 23,‎ 1867, p. 188-192 (lire en ligne)
- Léon Lagrange, « Les musées de province : Le musée de Toulon », Tribune artistique et littéraire du Midi, t. 11, no 1,‎ 1867, p. 5-9, 29-34 (lire en ligne)
- Léon Lagrange, « Caravanes », Le Correspondant, t. 70,‎ 1867, p. 99-121 (lire en ligne)
- Léon Lagrange, « Ingres », Le Correspondant, t. 71,‎ mai 1867, p. 33-76 (lire en ligne)
- Léon Lagrange, « Les Beaux-Arts en 1867-L'exposition universelle-Le Salon », Le Correspondant, t. 71,‎ août 1867, p. 992-1024 (lire en ligne)
- Léon Lagrange, Pierre Puget : peintre, sculpteur, architecte, décorateur de vaisseaux, Paris, Librairie académique Didier et Cie, 1868, XI-420 p. (lire en ligne)